# Anthonotha crassifolia
Anthonotha crassifolia là một loài thực vật có hoa trong họ Đậu. Loài này được (Baill.) J.Leonard miêu tả khoa học đầu tiên.